# Frank Rijkaard
Franklin Edmundo Rijkaard (Ámsterdam, 30 de septiembre de 1962) es un exfutbolista y exentrenador neerlandés. Desde 2014, se dedica a la hostelería y es dueño del restaurante Dengh en Utrecht.
El 14 de diciembre de 2020 fue incluido como mediocentro defensivo en el segundo Dream Team histórico del Balón de Oro.

## Biografía
Su trayectoria futbolística se divide en dos etapas: jugador (1980-1995) y entrenador (1998-2013). Su currículum como jugador le eleva al panteón de jugadores que ganó todo a nivel europeo, incluyendo tres Ligas de Campeones y una Eurocopa.

## Carrera deportiva

### Jugador

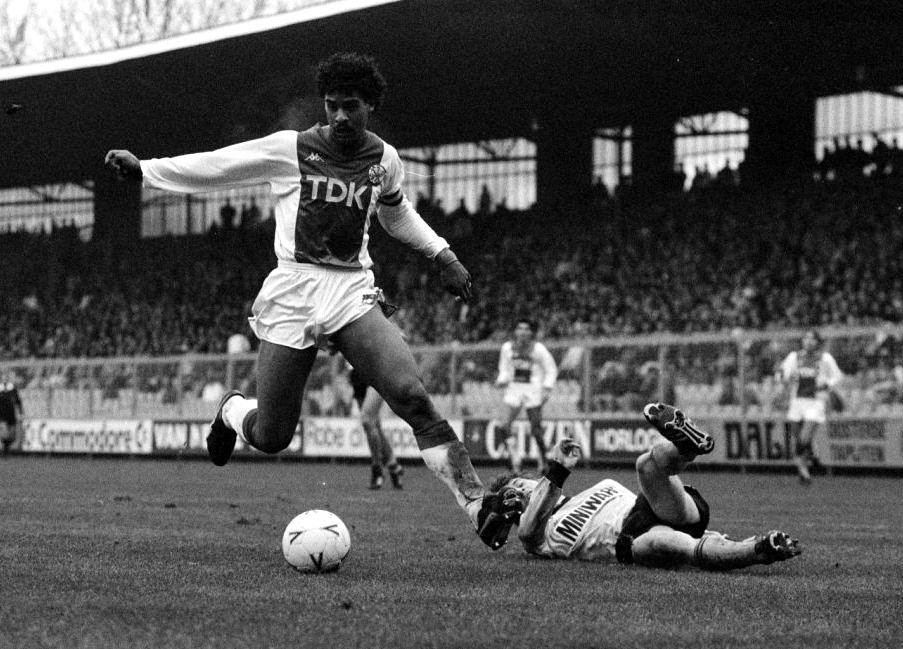
Rijkaard jugando en el Ajax de Ámsterdam

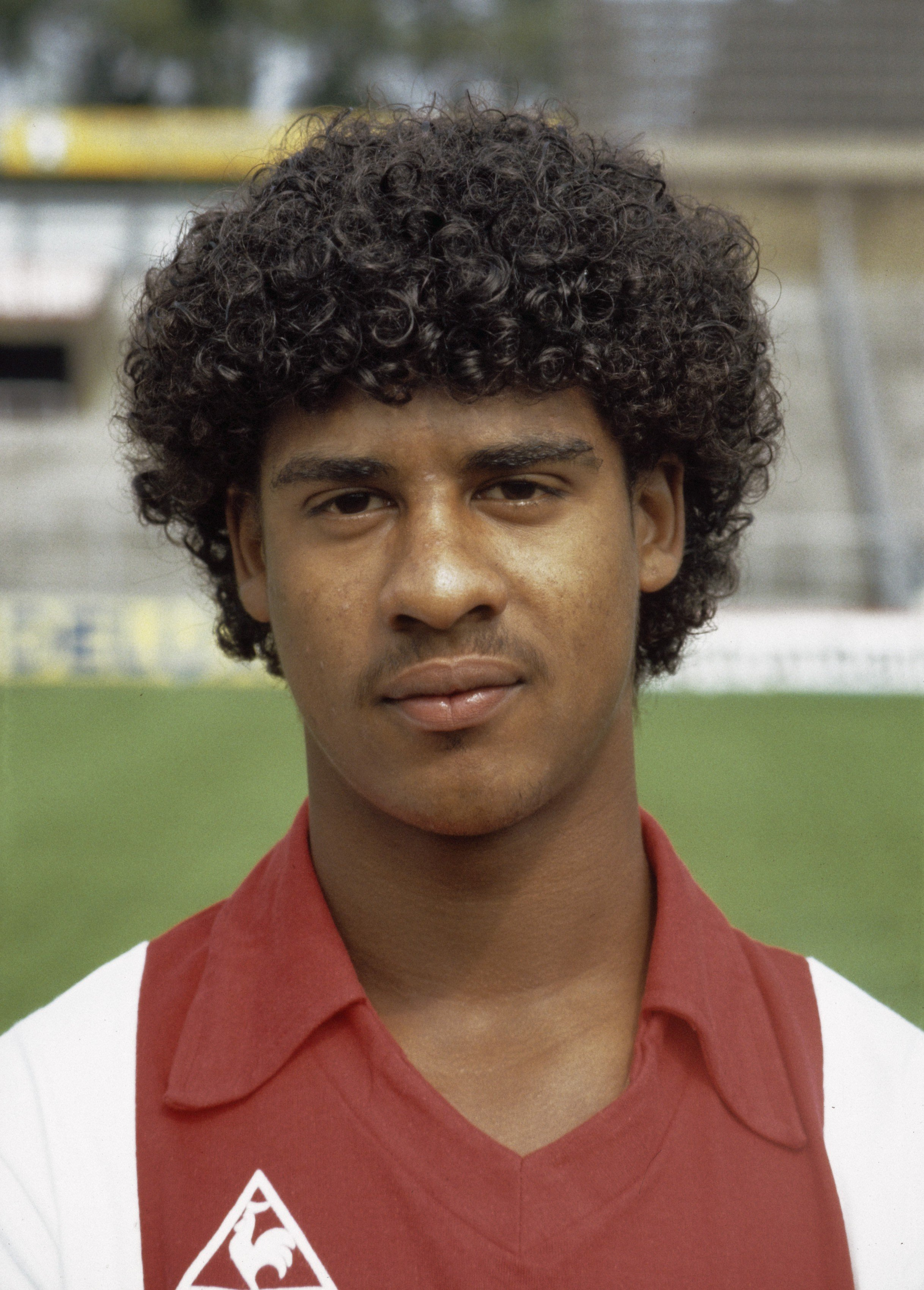
Rijkaard en el Ajax en 1981

Formado en las categorías inferiores del Ajax, jugó en el equipo de Ámsterdam entre las temporadas 1980/1981 y 1987/1988. En esta última temporada también jugó, en calidad de cedido, en las filas del Real Zaragoza, donde disputó 11 partidos. Pero sus grandes éxitos como futbolista los consiguió en el AC Milan, donde coincidió con sus compatriotas Ruud Gullit y Marco van Basten, equipo en el que militó entre los años 1988 y 1993 y en el cual ganó por dos veces la Liga de Campeones (1988/89 y 1989/90), incluso marcando el gol de la victoria en la final contra el Benfica. Acabó su carrera jugando dos años (1993-95) en su club de origen, el Ajax de Ámsterdam, donde ganó otra Liga de Campeones (1994/95) antes de retirarse.
Era conocido mundialmente como el "todocampista" o "cometa", dada su capacidad de jugar en todas las posiciones, desde centrocampista defensivo hasta mediapunta goleador.
Además, ganó una Eurocopa (1988, con Países Bajos), una Recopa de Europa (1986/1987), dos Supercopas de Europa (1989 y 1990), dos Copas Intercontinentales (1989 y 1990), cinco ligas neerlandesas (1981/1982, 1982/1983, 1984/1985, 1993/1994 y 1994/1995), dos ligas italianas (1991/1992 y 1992/1993), dos Supercopas italianas (1989 y 1994) y tres copas neerlandesas (1982/1983, 1985/1986 y 1986/1987).
En 1992 obtuvo el título de mejor jugador de la liga italiana. Jugó 337 partidos con el Ajax y 201 partidos con el Milan.

### Entrenador
Selección de los Países Bajos

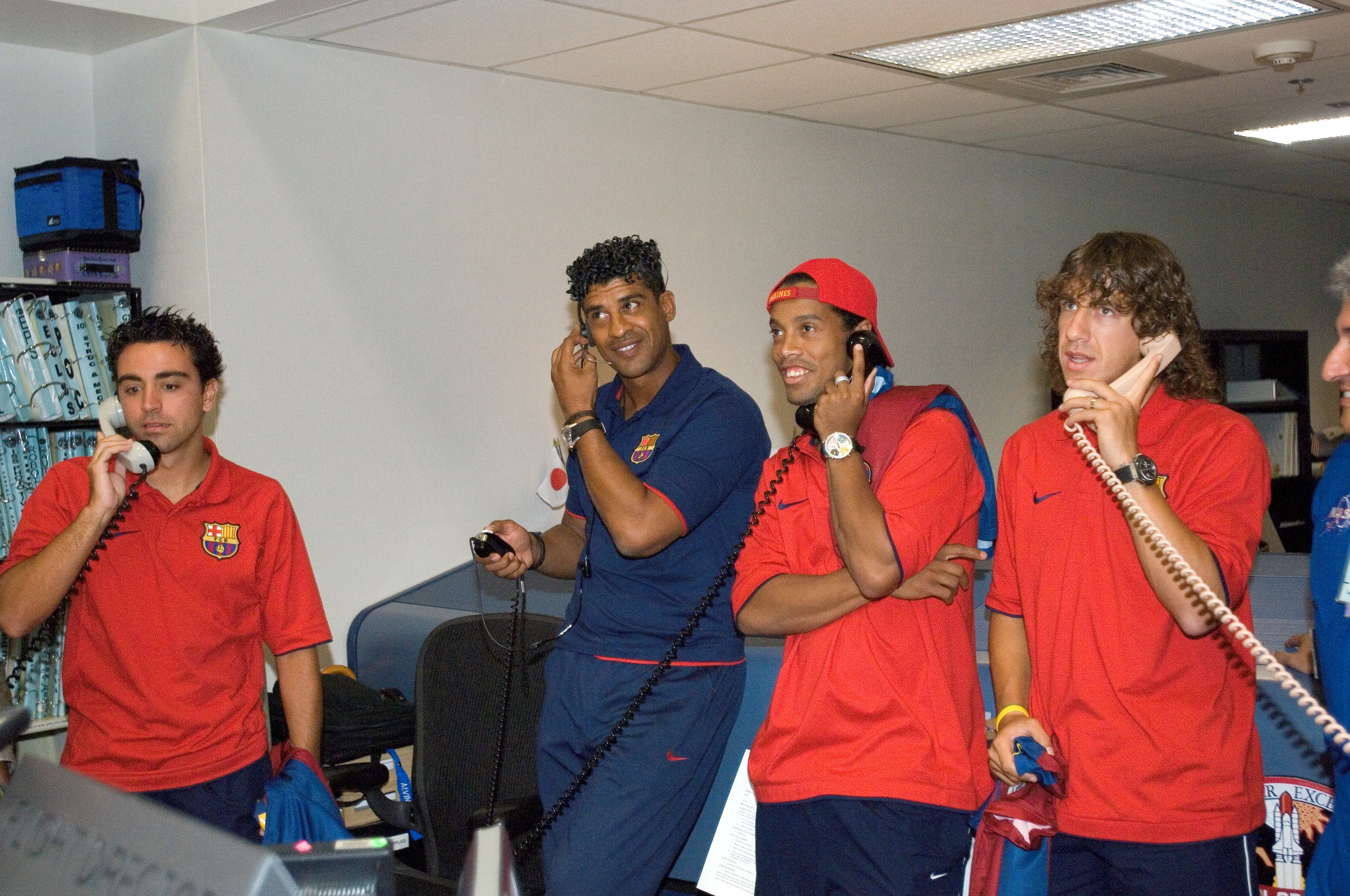
Rijkaard en el Centro Espacial Lyndon B. Johnson con sus jugadores del Barcelona Xavi Hernández, Ronaldinho y Carles Puyol.

Debutó en 1998, donde fue el ayudante del seleccionador neerlandés Guus Hiddink, en el mundial de fútbol celebrado en Francia. Ese mismo año, pasaría a ocupar el banquillo "oranje", como máximo responsable de la selección neerlandesa; pero dos años después, renunció al puesto y fue sustituido por Louis van Gaal, ya que no cumplió el objetivo que se había marcado de ganar la Eurocopa (Países Bajos cayó en la tanda de penaltis de semifinales frente a Italia).
Sparta Rotterdam
En la temporada 2001/02 se hizo cargo del Sparta Rotterdam, que acabó descendiendo a la Eerste Divisie, por lo que decidió dimitir. Su estilo de fútbol es ofensivo, marcado por la escuela neerlandesa, dando importancia al juego por las bandas, sin olvidar la importante vertiente defensiva, que le viene por su paso como jugador de la liga italiana.
F. C. Barcelona
En 2003 llegó al F. C. Barcelona, presentado por el entonces presidente Joan Laporta. La primera temporada, tras un inicio complicado, terminó logrando el subcampeonato de Liga, y volvió a animar a la afición en busca de un nuevo título. Las siguientes dos temporadas fueron de éxitos, donde ganó dos Ligas (2005 y 2006); dos Supercopas españolas (2005 y 2006) y una Liga de Campeones (2006). Cabe destacar que el Barcelona no ganaba ninguna competición oficial desde 1999.
Con la conquista de la Copa de Europa se convirtió en la quinta persona en orden cronológico en conseguirla como jugador y entrenador. Los entrenadores en conseguirlo habían sido hasta ese momento Miguel Muñoz, Giovanni Trapattoni, Johan Cruyff y Carlo Ancelotti.
En mayo de 2008, tras dos años sin ganar más títulos que una Supercopa de España, su asistente personal anunció en su página web que a finales de junio Frank Rijkaard dejaría de ser el técnico del F. C. Barcelona, cargo que ocupaba desde junio de 2003. Unos días después, el 8 de mayo, Joan Laporta confirmó que el neerlandés no seguiría como técnico al final de temporada, presentando como sustituto en su cargo a Josep Guardiola, que en su día fue jugador del mismo club.
Galatasaray SK
El 5 de junio de 2009, Rijkaard llegó a un acuerdo con el Galatasaray Spor Kulubu para entrenarlo por dos temporadas, terminando en tercer lugar liguero en su primera campaña (2009-10). Sin embargo, el 20 de octubre de 2010, fue destituido debido a los malos resultados en la Liga turca (marchaba 9.º tras 8 partidos) y la eliminación en la ronda previa de la Liga Europa.
Selección de Arabia Saudí
En agosto de 2011, se comprometió con Arabia Saudita para ser su nuevo seleccionador. En enero de 2013, fue despedido por el mal desempeño del combinado saudí en la Copa de Naciones del Golfo, no logrando avanzar a la fase final de dicha competición.
Retirada
El 18 de marzo de 2014, Rijkaard anunció su retirada de los banquillos.

## Estadísticas

### Como jugador
| Equipo                 | País         | Año       | PJ  | Goles |
| ---------------------- | ------------ | --------- | --- | ----- |
| A. F. C. Ajax          | Países Bajos | 1980-1987 | 206 | 46    |
| Sporting Lisboa        | Portugal     | 1987-1988 | 0   | 0     |
| Real Zaragoza (cedido) | España       | 1988      | 11  | 0     |
| A. C. Milan            | Italia       | 1988-1993 | 142 | 16    |
| A. F. C. Ajax          | Países Bajos | 1993-1995 | 55  | 12    |
| Total                  | Total        | Total     | 414 | 74    |

### Como entrenador
| Equipo                        | País           | Año       | P   | PG  | PE  | PP | % v.   |
| ----------------------------- | -------------- | --------- | --- | --- | --- | -- | ------ |
| Selección de los Países Bajos | Países Bajos   | 1998-2000 | 22  | 8   | 12  | 2  | 54.55% |
| Sparta Rotterdam              | Países Bajos   | 2001-2002 | 38  | 6   | 12  | 20 | 26.32% |
| F. C. Barcelona               | España         | 2003-2008 | 273 | 160 | 63  | 50 | 66.3%  |
| Galatasaray S. K.             | Turquía        | 2009-2010 | 67  | 37  | 15  | 15 | 62.69% |
| Selección de Arabia Saudita   | Arabia Saudita | 2011-2013 | 27  | 7   | 9   | 11 | 37.04% |
| Total                         | Total          | Total     | 427 | 218 | 111 | 98 | 59.72% |

## Palmarés

### Como futbolista

#### Campeonatos nacionales
| Título                        | Club           | País         | Año     |
| ----------------------------- | -------------- | ------------ | ------- |
| Eredivisie                    | Ajax Ámsterdam | Países Bajos | 1981/82 |
| Eredivisie                    | Ajax Ámsterdam | Países Bajos | 1982/83 |
| Copa de los Países Bajos      | Ajax Ámsterdam | Países Bajos | 1982/83 |
| Eredivisie                    | Ajax Ámsterdam | Países Bajos | 1984/85 |
| Copa de los Países Bajos      | Ajax Ámsterdam | Países Bajos | 1985/86 |
| Copa de los Países Bajos      | Ajax Ámsterdam | Países Bajos | 1986/87 |
| Supercopa de Italia           | Milan          | Italia       | 1988    |
| Serie A                       | Milan          | Italia       | 1991/92 |
| Supercopa de Italia           | Milan          | Italia       | 1992    |
| Serie A                       | Milan          | Italia       | 1992/93 |
| Supercopa de los Países Bajos | Ajax Ámsterdam | Países Bajos | 1993    |
| Eredivisie                    | Ajax Ámsterdam | Países Bajos | 1993/94 |
| Supercopa de los Países Bajos | Ajax Ámsterdam | Países Bajos | 1994    |
| Eredivisie                    | Ajax Ámsterdam | Países Bajos | 1994/95 |

#### Torneos internacionales
| Título                | Club           | Sede      | Año  |
| --------------------- | -------------- | --------- | ---- |
| Recopa de Europa      | Ajax Ámsterdam | Atenas    | 1987 |
| Eurocopa              | Países Bajos   | Alemania  | 1988 |
| Copa de Europa        | Milan          | Barcelona | 1989 |
| Supercopa de Europa   | Milan          | Italia    | 1989 |
| Copa Intercontinental | Milan          | Tokio     | 1989 |
| Copa de Europa        | Milan          | Viena     | 1990 |
| Supercopa de Europa   | Milan          | Italia    | 1990 |
| Copa Intercontinental | Milan          | Tokio     | 1990 |
| UEFA Champions League | Ajax Ámsterdam | Viena     | 1995 |

#### Distinciones individuales
| Distinción                                        | Año         |
| ------------------------------------------------- | ----------- |
| Mejor jugador de la Liga Italiana                 | 1992        |
| Balón de Bronce                                   | 1988 & 1989 |
| Elegido mejor jugador de la Copa Intercontinental | 1990        |
| Once histórico de plata del Balón de Oro          | 2020        |

### Como entrenador
Campeonatos nacionales
| Título                     | Club            | País   | Año  |
| -------------------------- | --------------- | ------ | ---- |
| Primera División de España | F. C. Barcelona | España | 2005 |
| Supercopa de España        | F. C. Barcelona | España | 2005 |
| Primera División de España | F. C. Barcelona | España | 2006 |
| Supercopa de España        | F. C. Barcelona | España | 2006 |

Torneos internacionales
| Título                | Club            | Sede  | Año  |
| --------------------- | --------------- | ----- | ---- |
| UEFA Champions League | F. C. Barcelona | París | 2006 |

Distinciones individuales
| Distinción                              | Año             |
| --------------------------------------- | --------------- |
| Premio Don Balón                        | 2004/05 2005/06 |
| Mejor entrenador del Mundo 2006 (IFFHS) | 2006/07         |